# 霍華德 (印第安納州)
霍華德（英語：Howard）是位於美國印地安納州帕克縣的一個非建制地區。該地的面積和人口皆未知。

## 地理
霍華德所處的海拔為高於海平面169米（即554英呎），而該地所採用的時區為UTC-5，即北美東部時區（EST）。同時該地設有夏令時間，為UTC-5調快一小時，即UTC-4（EDT）。